# Hallam Football Club
Hallam Football Club est un club de football anglais basé à Sheffield et fondé en 1860. Hallam FC est le second club de football non-scolaire fondé.

## Histoire
Le club est créé en 1859 ou 1860, selon les sources, par des membres du club de cricket d'Hallam. Le doyen Sheffield FC et Hallam FC disputent le premier match interclubs le 26 décembre 1860 à seize contre seize. Ces deux clubs pionniers se retrouvent en décembre 1862 pour le premier match de charité.
La Youdan Cup est la première compétition de l'histoire du football. Elle se tient en 1867 à Sheffield et Hallam FC remporte le trophée le 5 mars.
Depuis 1982, Hallam FC évolue en Northern Counties East Football League (l'équivalent de la neuvième division).